# Sintflut (Film)
Sintflut ist ein polnischer Historienfilm aus dem Jahr 1974. Regie führte Jerzy Hoffman, der auch am Drehbuch mitwirkte. Es handelte sich um den zweiten Teil einer auf den Romanen Henryk Sienkiewicz’ basierenden Trilogie, die Hoffman 1969 mit Leben, Liebe und Tod des Obersten Wołodyjowski begann und 1999 mit Mit Feuer und Schwert abschloss. Die Handlung ist im Zweiten Nordischen Krieg angesiedelt, der in Polen unter der im Filmtitel aufgegriffenen Bezeichnung Schwedische Sintflut bekannt ist. Es handelt sich um einen der bedeutendsten und erfolgreichsten polnischen Filme.

## Handlung
In den Jahren 1655 bis 1660 marschierte das protestantische Schweden unter Karl X. Gustav in das katholische Polen-Litauen ein. Der mit Oleńka Billewiczówna verlobte Kadettenoffizier Andrzej Kmicic schließt sich dem Adelsgeschlecht Radziwiłł an, das sich mit den Schweden verbündet hat. Deshalb wird er von seiner Verlobten und weiteren Adligen als Verräter angesehen. Zu spät wird ihm klar, dass es den Radziwiłłs nicht um das Wohl des Vaterlandes geht, sondern um ihre eigenen Interessen, unter anderem die Übernahme des polnischen Throns. Kmicic nimmt deshalb Prinz Bogusław Radziwiłł gefangen, um ihn König Johann II. Kasimir von Polen zu übergeben und sich so selbst zu entlasten. Jedoch gelingt es Bogusław Radziwiłł Kmicic schwer zu verletzen und zu fliehen. Damit endet der erste Teil des Films.
Im zweiten Teil der Handlung bricht der wiedergenesene Andrzej Kmicic unter dem Decknamen Babinicz zusammen mit Soroka und Kiemlicz nach Częstochowa auf. Dort nimmt er an der Verteidigung des belagerten Klosters Jasna Góra teil. Er wird gefangen genommen, kann jedoch entkommen und erreicht Schlesien, wo der polnische König Zuflucht gefunden hat. Nachdem er in einer in einem engen Tal ausgetragenen Schlacht den König verteidigt und dabei fast stirbt, gesteht er dem König seine Vergangenheit sowie seine tatsächliche Identität und wird rehabilitiert. Johann II. Kasimir setzt Kmicic als Kommandeur der königlichen Truppen ein. In dieser Funktion nimmt er an verschiedenen Schlachten gegen die Schweden teil. In der Schlacht von Prostki duelliert er sich mit Prinz Bogusław Radziwiłł und nimmt diesen gefangen. In einer der folgenden Schlachten wird er schwer verletzt und wünscht sich, in vertrauter Umgebung zu sterben. Seine Verlobte Oleńka gibt ihm jedoch die Kraft zu überleben. Am Ende des Films hat die junge Frau somit erfahren, dass sie einen Helden und keinen Verräter liebt.

## Hintergrund
Hoffmans Film Sintflut war die dritte Verfilmung des Romans von Sienkiewicz nach zwei Stummfilmen aus den Jahren 1912 und 1915. Der Regisseur arbeitete gemeinsam mit Adam Kersten und Wojciech Żukrowski am Drehbuch, zu dem auch Historiker herangezogen wurden. Die Dreharbeiten fanden zum Großteil in der Sowjetunion statt: Viele Kulissen wurden in der Region rund um Minsk errichtet, die Schlachtenszenen wurden im Dnepr-Becken nahe Kiew gedreht. Andere Teile des Films wurden an den historischen Örtlichkeiten gefilmt, so etwa im Kloster Jasna Góra. Für den Film wurde eine Panavision-Kamera eingesetzt. Kameramann war Jerzy Wójcik, der zuvor für herausragende Filme wie Asche und Diamant und Eroica arbeitete. Der Cast setzte sich aus bedeutenden polnischen Schauspielern zusammen. Mit insgesamt 400 Haupt- und Nebenrollen und Tausenden Statisten handelte es sich um eine der größten polnischen Filmproduktionen.
Die Produktion von Sintflut war mit 105 Millionen Złoty die teuerste in der Geschichte des polnischen Films. Es handelte sich um den einzigen Film, den die Gesellschaft Zespoły Filmowe produzierte. Der fünf Stunden lange Film hatte am 2. September 1974 Premiere in Polen und entwickelte sich zu einem großen Publikumserfolg. Mit 25 Millionen verkauften Tickets handelt es sich um den dritterfolgreichsten polnischen Film. Im Jahr 1975 war Sintflut für den Oscar als bester fremdsprachiger Film nominiert, unterlag letztendlich aber Federico Fellinis Amarcord. Sintflut entwickelte sich zu einem Klassiker, der zum zehnjährigen Jubiläum erneut im Kino ausgewertet wurde und zum traditionellen Programm des Fernsehens gehört. In einer Abstimmung des Magazins Polityka zum Ende des 20. Jahrhunderts wählte das Publikum Sintflut unter die fünf wichtigsten polnischen Filme.
Nachdem Hoffman 1999 mit Mit Feuer und Schwert die Sienkiewicz-Trilogie abgeschlossen hatte, nahm er sich einige Jahre später wieder des Films Sintflut an. Das Polnische Filminstitut förderte die Digitalisierung und Restaurierung des Films. Zusammen mit dem Filmeditor Marcin Bastkowski schuf Hoffman dann eine deutlich kürzere Fassung, um den Film einer neuen Generation von Kinobesuchern zugänglich zu machen. Die um über zwei Stunden gekürzte Fassung wurde anlässlich des 40. Jubiläums des Films unter dem Titel Potop Redivivus (Sintflut: Die Rückkehr) veröffentlicht und erhielt den Zuspruch von Kritik und Publikum.